# Відносини Канади та Європи
Канадсько-європейські відносини — це дипломатичні, економічні та культурні зв’язки між Канадою та народами та державами європейського континенту.
До Другої світової війни це стосувалося насамперед двосторонніх відносин з окремими країнами. Проте, починаючи з 1945 року Європа дедалі більше інституціоналізована, і уряд Канади має прямі відносини з основними європейськими багатосторонніми організаціями.

## Історія
Відносини Канади з Європою є наслідком історичних зв'язків, породжених колоніалізмом і масовою європейською імміграцією до Канади. Канада була вперше колонізована вікінгами на берегах острова Баффіна, а також на узбережжях Ньюфаундленду і Лабрадору в Середньовіччі. Однак через століття в сучасну епоху вона буде переважно колонізована Францією, а після 1763 року вона офіційно приєдналася до Британської імперії після її завоювання у Семирічній війні. Він також мав колоніальний вплив Іспанії в Британській Колумбії, а також південній Альберті та Саскачевані. Офіційні дипломатичні зв’язки не були можливими між Канадою та європейськими країнами, коли Канада була сукупністю британських колоній, але міграційні зв’язки тривали протягом дев’ятнадцятого та початку двадцятого століть.
Традиційно, від початку канадської дипломатії в 1870-х до 1930-х років, контакти Канади з європейськими країнами були обмеженими. Канада не була повністю незалежною від Британської імперії у питаннях закордонних справ. Таким чином, Канада не могла посилати послів до європейських столиць, а покладалася на канадського верховного комісара в Лондоні або канадського легата при британських посольствах у Парижі, а також на Вашингтон для встановлення контактів з європейськими дипломатами.
Подорожі між Канадою та Європою для політичних лідерів також були обмежені. Це почало змінюватися під час і після Першої світової війни, коли Канада була членом держав Антанти в союзі з різними європейськими державами, включаючи Францію, Бельгію, Італію та Росію, і направила війська до Франції та Бельгії. Формальне вираження цих нових відносин з'явилося після 1919 року, коли прем'єр-міністр Роберт Борден взяв участь у Паризькій мирній конференції, і коли Канада приєдналася до Ліги Націй і надіслала представників до своєї штаб-квартири в Женеві.Проте взаємодія Канади з Лігою Націй була відносно слабкою, оскільки уряд Маккензі Кінг здебільшого проводив політику ізоляціонізму, хоча Кінг почав робити закордонні поїздки для прем’єр-міністрів більш регулярними, включаючи візит до Адольфа Гітлера в Берліні в 1937.

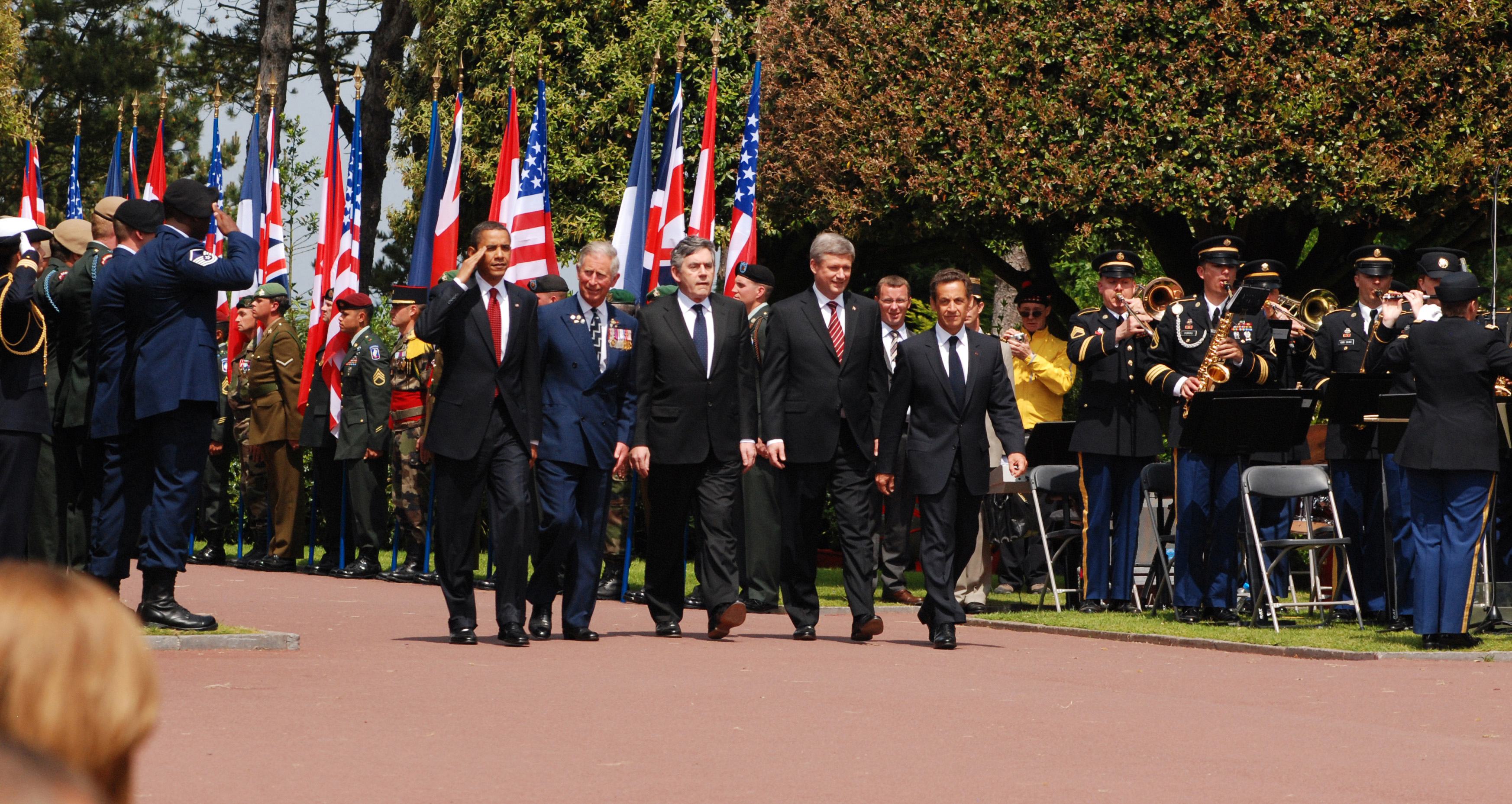
Президент Обама, принц Чарльз, прем'єр-міністр Браун, прем'єр-міністр Стівен Гарпер і президент Саркозі на 65-й річниці Дня висадки в Нормандії

З початком Другої світової війни Канада стала тісно залученою в політику Європи, як член союзників, як притулок для європейських біженців, включаючи голландську королівську сім'ю, і з канадськими військами, які воювали у Франції, Бельгії, Італії та Нідерланди. Канада почала підвищувати статус своїх представництв у Європі від представництв до посольств у 1944 році. Канада була сильно атлантистською державою, і після війни нові зв’язки були інституційно інституційно закріплені шляхом створення Організації Північноатлантичного договору, яка зобов’язувала Канаду захищати будь-якого із (західно)європейських членів альянсу, якщо на неї напав Радянський Союз. Відносини зі «Східною Європою» (у розумінні Варшавського договору) були значно прохолоднішими.
В економічному плані Канада все ще мала справу зі Сполученим Королівством набагато більше, ніж решта континенту наприкінці війни, але це почало швидко змінюватися через післявоєнний економічний підйом у Франції та Західній Німеччині в поєднанні з відносним занепадом Великобританії. У той же час відносини Канади зі Сполученими Штатами намітилися дедалі ширше, тому відносини з Великобританією більше не були настільки важливими, щоб їх розглядали як окремі від європейських, як це було раніше. Це було підтверджено відмовою Канади підтримати позицію Великобританії в Суецькій кризі 1957 року та вступом Британії до Європейського економічного співтовариства в 1973 році через заперечення Канади (і Австралії). Проте Канада та Британія продовжують підтримувати тісні зв’язки, засновані на спільній історії та культурі, мають одного главу держави та обидва є членами Співдружності.
Зобов’язання Канади перед рештою Європи включали пов’язані з НАТО сили, дислоковані в Німеччині та Норвегії, а також низку економічних угод з ЄЕС, починаючи з 1976 року.
Після закінчення холодної війни Канада розширила зв’язки зі Східною Європою, в тому числі стала першою західною країною, яка визнала незалежність Прибалтики та України від Радянського Союзу в 1991 році.

## Поточні відносини
Канада все ще є членом альянсу НАТО, який прагне захищати своїх колег від нападу з будь-якої точки Європи, однак канадські війська з Німеччини та Норвегії були виведені.
Пропозиції щодо трансатлантичних економічних і політичних зв'язків, які Канада сподівалася включити в НАТО у 1949 році, не були реалізовані. Натомість Європейський Союз і Північноамериканська асоціація вільної торгівлі представляють два різні торгові блоки. Проте Канада підписала угоду про вільну торгівлю з меншою Європейською асоціацією вільної торгівлі в 2008 році. Станом на  2010  Тривають переговори про ЗВТ між Канадою та ЄС.